# أمل بوشوشة
أمل بوشوشة (24 يوليو 1982-) مغنية، ممثلة ومقدمة برامج جزائرية.

## حياتها
ولدت في وهران غرب الجزائر وترعرعت على محبة الفن والموسيقى. خلال فترة الدراسة تولت أمل رئاسة النشاطات الفنية وحصدت إعجاب أساتذتها الذين شجعوها على خوض غمار فن الغناء نظراً لما تتمتع به من موهبة متميزة. بعد انتهائها من المرحلة المدرسية ;غادرت أمل الجزائر إلى فرنسا من أجل إكمال دراستها الجامعية وحصلت على شهادة في «العلوم الإنسانية».

### حياتها الأسرية
تزوجت في التاسع من أغسطس 2015 من رجل الأعمال اللبناني  وليد عواضة، الذي يعتبر من أثرياء بلدة النبطية الجنوبية، ويعمل بين الغابون في أفريقيا ولبنان، أقيم حفل زفافها في إحدى الفنادق في العاصمة بيروت حضر الحفل الكثير من النجوم ومنهم سيرين عبد النور، صباح جزائري، في السابع من أبريل عام 2017 رزقت بمولودتها الأولى وأطلقت عليها اسم ليا

## مشوارها المهني
انطلاقتها كانت من خلال مشاركتها في برنامج «ستار أكاديمي 5» الموسم الخامس وكانت تهدف من وراء انضمامها إلى صقل موهبتها، غنت مع العديد من النجوم كالراحل وديع الصافي، نجوى كرم، نوال الزغبي، الشاب خالد، هيفاء وهبي وغيرهم من نجوم الصف الأول.
بعد تخرجها من ستار أكاديمي 5 دخلت في عالم التقديم التلفزيوني حيث قدمت عبر شاشة روتانا موسيقى برنامج «TOP20» ثم كانت تجربتها الثانية في عالم الإعلام من خلال برنامج المنوعات طير وفرقع عبر شاشةالمؤسسة اللبنانية للإرسال LBCI
انطلاقتها في التمثيل كانت اختيارها من قبل الكاتبة أحلام مستغانمي والمخرج الكبير نجدت أنزور للقيام ببطولة مسلسل «ذاكرة الجسد» إلى جانب النجم جمال سليمان. وقد عرض في شهر رمضان 2010. وقد أثنى النقاد على أدائها في تجربتها الأولى في عالم الدراما التلفزيونية.
تم اختيارها كعضوة في لجنة تحكيم مهرجان وهران السينمائي للفيلم العربي 2013. كذلك هي عضوة لجنة الموريكس دور 2018.
وفي اوائل العام 2020 أعلنت عن انضمامها إلى المسرح العالمي والعريق (كركلا)
لتكون بذلك بطلة مسرحية (جميل بثينة)
المسرحية تجسد قصة الحب الشهيرة للشاعر جميل بن معمر ومحبوبته بثينة بنت حيان.
وعرضت لأول مرة في المملكة العربية السعودية على مسرح المرايا في مدينة (العلا).
في عام 2021 شاركت الفنانة أمل بوشوشة
في البرنامج العالمي بنسخته العربية The Masked Singer
بشخصية (Cheetah)ونالت على إعجاب المحققين والجمهور عن اداء مبهر واستعراض بحرفية تصدرت الترند في اخر حلقات البرنامج بعد الكشف عن هويتها الحقيقية

## أعمالها

### في التلفزيون
| سنة الإنتاج | اسم المسلسل                          | الشخصية      |
| ----------- | ------------------------------------ | ------------ |
| 2010        | ذاكرة الجسد                          | حياة         |
| 2011        | جلسات نسائية                         | رويدا        |
| 2012        | زمن البرغوت                          | رويدا        |
| 2012        | ساعات الجمر                          | جاكلين       |
| 2013        | تحت الأرض                            | ليلى         |
| 2014        | الإخوة                               | ميرا         |
| 2015        | العراب - نادي الشرق                  | عليا         |
| 2016        | مدرسة الحب (ثلاثية حنين)             | حنين         |
| 2016        | العراب -تحت الحزام                   | عليا         |
| 2016        | سمرقند                               | نرمين        |
| 2017        | أهل الغرام 3 (خماسية يا جارة الوادي) | شام          |
| 2018        | أبو عمر المصري                       | هند          |
| 2019        | دولار                                | زينة         |
| 2020        | سكر زيادة                            | يوليا        |
| 2020        | النحات                               | نوال الملاحي |
| 2021        | داون تاون                            | جولي         |
| 2021        | على صفيح ساخن                        | هند الحجار   |
| 2023        | دوار شمالي                           |              |
| 2025        | السبع                                | زمرد         |

### في المسرح
| سنة الإنتاج | المسرحية   | الشخصية |
| ----------- | ---------- | ------- |
| 2020        | جميل بثينة | بثينة   |

### في تقديم البرامج
| سنة الإنتاج | اسم البرنامج                | عرض على         |
| ----------- | --------------------------- | --------------- |
| 2008        | توب 20                      | روتانا موسيقى   |
| 2009        | طير وفرقع                   | ال بي سي        |
| 2014        | مشبه عليك بمشاركة عمرو يوسف | تلفزيون أبو ظبي |
| 2024        | The box                     | تلفزيون أبو ظبي |

### في الغناء
- صورت أغنية عنوانها «بطل العالم عربي» من إنتاج شركة «يالا ميوزك» لدعم منتخب الجزائر ضمن بطولة كأس العالم 2010. انضمت إلى شركة «ميوزك از مايلايف» التي تولت إدارة أعمالها، وقدمت أغنيتها الأولى ضرب جنون التي سجلتها على طريقة الفيديو كليب فنالت نجاحاً كبيراً في الوطن العربي وتركيا كما أصدرت بعدها عدة أغنيات منفردة منها:-
- يا رايح
- أيوه بحبك
- الجي
- تتر مسلسل ذاكرة الجسد

## الجوائز
- 2014 جائزة الموريكس دور عن أفضل ممثلة عربية شابة عن دورها في مسلسل الإخوة.[13]
- 2015: جائزة دالتا اوردز عن مسلسل الإخوة.
- 2017: اختيرت من ضمن أكثر 100 شخصية مؤثرة في أفريقيا (مجلة "New African ").[14]
- 2018: جائزة IARA العالمية عن أفضل ممثلة عالمية عن دورها في مسلسل أهل الغرام (خماسية ياجارة الوادي).[15][16]

## وصلات خارجية
- أمل بوشوشة على موقع IMDb (الإنجليزية)
- أمل بوشوشة على موقع قاعدة بيانات الأفلام العربية